# Chabab Rif Al Hoceima
Chabab Rif Al Hoceima (arab. شباب الريف الحسيمي) – marokański klub piłkarski z siedzibą w Al Hoceima. Według stanu na sezon 2019/2020 zespół gra w GNF 2.

## Opis
Klub został założony w 1953 roku. W sezonie 2010/2011 po raz pierwszy wystąpił w GNF 1. Najlepszym wynikiem zespołu w historii w tej lidze było 8. miejsce. W pucharze Maroka najlepszym wynikiem był ćwierćfinał w 2017 roku. Od 26 sierpnia 2019 roku trenerem jest Hassan Regragui. Drużyna gra na Stade Mimoun Al Arsi, który może pomieścić 12 000 widzów.